# Eichenzell
Eichenzell är en kommun och ort i Landkreis Fulda i Regierungsbezirk Kassel i förbundslandet Hessen i Tyskland. 
De tidigare kommunerna Eichenzell, Büchenberg, Döllbach, Lütter, Rönshausen, Rothemann och Welkers uppgick i den nya kommunen Eichenzell  31 december 1971. Kerzell uppgick i kommuen 1 april 1972 och Löschenrod 1 augusti 1972.